# Jesús Pabón y Suárez de Urbina
Jesús Pabón y Suárez de Urbina (Sevilla, 26 d'abril de 1902 - Madrid, 26 d'abril 1976) va ser un polític, historiador i periodista espanyol.

## Biografia
La seva vida periodística i política es va iniciar en l'àmbit de la dreta a Sevilla durant la Segona República Espanyola. Membre d'Acció Nacional, el 1931 va ser nomenat director de El Correo de Andalucía. A les eleccions generals espanyoles de 1933 forà part de les llistes de la Confederació Espanyola de Dretes Autònomes (CEDA) i fou elegit diputat per Sevilla-capital, càrrec que va revalidar en les eleccions de 1936, les últimes efectuades abans de la guerra civil espanyola Acabada la guerra, el 1940 va ser nomenat president de l'agència EFE.
La seva vida universitària, centrada en l'estudi de la història contemporània, va començar amb estudis en la Universitat de Granada i la Universitat de Sevilla, on va ocupar la càtedra d'història des de 1929. Posteriorment va obtenir la càtedra d'Història Contemporània de la Universitat Complutense de Madrid (1941).
Entre altres càrrecs i distincions, va ocupar la secretaria del Patronat Menéndez Pelayo del CSIC i va ser nomenat membre de la Comissió Internacional del Treball de la UNESCO. Membre de la Reial Acadèmia de la Història des de 1953, en fou director del 1971 fins a la seva mort.
El seu germà, José Manuel Pabón, fou un important hel·lenista.

## Obres
- La revolución portuguesa (1941-1945)
- Las ideas y el sistema napoleónicos (1944)
- Los virajes hacia la guerra. 1934 - 1939. (1946)
- Bolchevismo y literatura (1949), obra que va obtenir el Premi Nacional de Literatura de 1949.[6]
- Cambó (1952-1968)
- El drama de Mosen Jacinto (1954)
- Franklin y Europa (1956).
- Días de ayer. Historias e historiadores contemporáneos. (1963)
- El rey y la restauración (1964, publicat pel Consell Privat del Comte de Barcelona, aleshores a l'exili)
- España y la Cuestión Romana (1972)
- Narváez y su época (1983)